# Туина
 Туина (кин: 推拏, 推拿, tuīná) је метода традиционалне медицине и један од видова акупунктуре, која се користи у Кини око 2000 година. Она се заснива на теорији традиционалне кинеске медицине о протоку животне енергије qu (у преводу чи), која кружи по телу одређеним путевима или меридијанима (који служе као основа за оријентацију у терапији). У Кини, Туина је један од најчешће коришћених модалитета у богатој пракси традиционалне кинеске медицине (ТКМ).
Уназад тридесет година Туина се све више примењује у свету. Са убрзаним порастом потражње за Туина праксом на глобалном нивоу, и друге здравствене области и појединци (лекари и лаици) све више желе да стекну додатне квалификације како би радили као Туина практичари. Међутим, у многим земљама још увек није развијена едукација практичара за Туина и успостављена одговарајућа законска регулатива за њену примену у пракси. Зато у неким земљама, према званичном ставу СЗО, многобројни здравствени радници и лаици примењују различите технике Туина, без завршене потпуне и адекватне едукације, и недовољног познавања контраиндикације за безбедну примену Туина што повећава ризик од настанка нежељених последица.

## Историја
Туина се примењује у Кини више од 2000 година . У давна времена, Туина је такође био познат под називом „Мо“, „Ћиао“ или „Ћиао Мо“(„An Mo“, „An Qiao“ или „Qiao Mo“). Термин „Туина“ је први пут објављен у литератури током Династије Минг (1368—1644. не). 
Туина је развијен емпиријски, а његова достигнућа и развој документован су највећим делом у књизи; „Класични текстови Жутог Владара“ (енгл. Yellow Emperor’s Internal Classic), скрачћено названој „Неи Јинг“, која се сматра првим свеобухватним медицинским текстом у ТКМ, укључујући и податке „An Mo“, и најважнијом књигом у раној историји акупунктуре. Приписује се легендарном Жутом Владару (Хуанг Ди Неи Јинга), који је наводно живео око 2500. п. н. е., мада је ова књига највероватније први пут писани око 475.-221 п. н. е . 
Од династије Ваи до династије Ђи (220-420 нове ере), Туина је примењиван у пракси ургентне медицине. У династији Шу (581—618), Туина је постала независна област изучавања ТКМ када почиње и њена масовнија примена у лечењу од стране практичара. Туина је у том периоду развоја ТКМ била укључена и у највише нивое медицинског образовног система у Кини. Одељење за Туина је било једно од четири клиничка одељења у династији Танг (618—907). У династији Минг (1368—1644) издваја се педијатријски Туина која постаје независно поље проучавања.
Године 1956, прва Туина школа основана је у Шангају, Кина. Високо образовање из области Туина данас је доступно на универзитетима и колеџима за ТКМ широм Кине. Значајан напредак у Туина образовању учињен је захваљујући истраживањима током последњих 50 година, када је и објављен велики број уџбеника из Туина. Тренутно, Туина се глобално примењује у пракси, а практичари који се њоме баве познати су као Туина практиканти, Туина терапеути или Туина лекари. 

## Принцип и учење Туина
У складу са филозофијом ТКМ, пракса Туина се руководи принципима као што су јин и јанг, пет елемената, Чи, крв и телесне течности, и идентификацији синдрома и образаца. Туина пракса подразумева и примену низа конвенционалних дијагностичке методе, као што су имиџинг, лабораторијски тестови и ортопедска и неуролошка процена.
Туина је мануелна техника, која је у основи терапије, има за циљ побољшање здравља и лечење различитих клиничких стања. Она у себи обједињује технике као што су „гурање“-притискање (Tui) и хватање (Na) меких ткива, које су специфичне за праксу и принципе традиционалне кинесеке медицине.
Несметани ток виталне енергије предуслов је енергетске равнотеже и психофизичког здравља организма. Различити спољашњи фактори (негативна зрачења, хладноћа, повреде, бактерије), као и унутрашњи (негативне емоције, стрес, бес, туга), могу изазвати неравнотежу у телу. Тада ће се пореметити или зауставити проток енергије qu (у преводу чи), што ће узроковати поремећаје у психофизиолошким функционисању организма, а може довести и до болести.
Према овом учењу, поремећени или прекинути ток виталне енергије може се поново успоставити применом масаже и других ручних техника Туина на одређене тачке (нпр. акупунктурне тачке) на површини тела, које се налазе изнад линија односно меридијана или „канала енергије“, чиме се поново успостаља складан проток qu (у преводу чи) крви и телесних течности кроз систем канала и колатерала, регулише функције занг-Фу органа  што омогућава телу природно излечење. Осим тога, од пацијента се може тражити да изврши и одређене вежбе као допунски вид терапије.
Терапеутски учинци Туина зависи од три кључна фактора:
- традиционалне кинеске медицине и биомедицинских дијагноза;
- избор локације, меридијана и акупунтурних тачака за примену терапијских техника;
- ефикасне примене Туина техника.

Када се правилно користи техника, очекује се да Туина регулише функције меридијана и занг-Фу органа. Што се тиче било ког здравственог проблема, који није у домену ове методе, практичари Туина то препознају и упућују своје пацијенате на друге здравствене услуга када је то потребно.

## Поступак у Туина сеанси
Лечење Туина методом се изводи тако што се притиском прстију врши дозирани притисак и масажа акупунктурних тачака. У ствари, код Туина ради се о акупресури при чему интензитет притиска прстију на акупунктурне тачке може бити различит.
У типичној Туина сеанси, пацијент, носи широку одећу и без обуће, лежи на терапеутском столу или на тепиху, на поду. Терапеут након испитивања специфичних проблеме пацијента почиње да примењује посебан протокол лечења, мануелну акупресуру која је усмерена ка специфичаним болним подручјима, и њиховим акупунктурним тачкама, енергетским меридијанима, у мишићима и зглобовима. Сеанса траје од 30 минута до 1 часа. У зависности од специфичних проблеме пацијента, терапеут може спровести и додатне третмане.
Лечење овом методом се може изводити и уз употребу кинеског биља и разних вибратора.

## Користи, ограничења и контраиндикације Туина
Туина исправља анатомске абнормалности унутрашњих и спољашњих површина, променом енергетског нивоа биолошког система, и подешавањем биоинформација тела.
Туина (понекад се назива терапија траума) разлаже ожиљак, опуштае мишиће и тетиве и ствара пут за правилно кретање крви и енергије, уклањањем стагнације-застоја крви, и што је најважније, да убрза процес излечења.
Туина је користан начин лечења код специфичних мишићно-скелетни поремећаја, хроничног стреса, повезаног са поремећајима функције органа за варење, респираторног и репродуктивног система. Ефикасност Туина третмана и његови протокола лечења тестирани су у пракси код, несанице, главобоља, главобоље изазване стресом, укочености врата и рамена, дистензија мишича рамена, бола у леђима (ишијаса), болова у мишићима, пролива, затвора, снижене енергије.
Туина није корисна код особа које траже благу, седативну и опуштајућу масажу целог тела, јер циљ Туина да буде више фокусирана на одређене делове тела, за разлику од других врста генерализоване терапије.

### Контраиндикације
Комплетан преглед индикација и контраиндикације за, Туина је веома тешко навести. Следећи приказ наводи одабране контраиндикације које су најчешће наводе од стране заједнице практичара у Туина:
- Акутне повреде мозга или централног нервног система; расцеп унутрашњих органа, рана фаза интракранијалних прелома, иницијална фаза параплегија, оштећења коже главе.
- Преломи костију, фисуре (напрснућа) или дислокација вратне кичме, повреде кичме, симптоме повреде кичмене мождине са знацима њене компресије.
- Дерматозе код опекотина, чирева или рагада.
- Трбушна и лумбосакралне области код трудница се не смеју масирати.
- Акутне заразне болести, као што су хепатитис и туберкулозе плућа.
- Инфективне болести, као што су остеомијелитис, септички артритис и апсцес мозга.
- Тешке болести, као што су болести срца, јетре, малигни тумори и пиемија.
- Акутна трбушне болести, као што је акутна перфорација желуца, слепог црева и дванаестопалачног црева.
- Разни облици хеморагије (крварења), укључујући трауматска, хематемезу, мелену и хематурију.